# فيلاسالتو
فيلاسالتو، (بالإنجليزية: Villasalto)‏، هي بلدية، في مقاطعة جنوب سردينيا، في منطقة سردينيا الإيطالية، وتقع على بعد حوالي 40 كم (25 ميل) شمال شرق كالياري. اعتبارا من 31 ديسمبر 2004، كان عدد سكانها 1282 وتبلغ مساحتها 130.1 كيلومتر مربع (50.2 ميل مربع).

## السكان
في سنة 1861 بلغ عدد السكان 1٬714 نسمة، وتطور العدد ليصل في سنة 2011 لـ 1٬127 نسمة.
يظهر هذا المخطط البياني تطور النمو السكاني لـ فيلاسالتو